# K.G.
K.G. è il sedicesimo album in studio del gruppo musicale australiano King Gizzard & the Lizard Wizard, pubblicato nel 2020.

## Tracce
1. K.G.L.W. – 1:36 (Stu Mackenzie)
2. Automation – 3:30 (Mackenzie)
3. Minimum Brain Size – 4:20 (Joey Walker)
4. Straws in the Wind – 5:42 (Mackenzie, Ambrose Kenny-Smith)
5. Some of Us – 3:53 (Cook Craig, Mackenzie)
6. Ontology – 3:58 (Mackenzie)
7. Intrasport – 4:13 (Walker)
8. Oddlife – 4:58 (Mackenzie, Kenny-Smith)
9. Honey – 4:34 (Mackenzie)
10. The Hungry Wolf of Fate – 5:08 (Mackenzie)